# Walter Seidel (Manager)
Walter Seidel (* 9. April 1876 in Köln; † 21. März 1944 in Oberstdorf) war ein deutscher Bankmanager.

## Leben
Nach dem Besuch des Gymnasiums in Köln studierte Walter Seidel an den Universitäten Freiburg, Genf und Bonn Rechtswissenschaften. In Freiburg wurde er 1896 Mitglied des Corps Rhenania. 1899 legte er das Referendarexamen ab und wurde an der Universität Leipzig zum Dr. jur. promoviert.
Nach dem Assessorexamen im Jahre 1904 ging er zur Märkischen Bank in Bochum, nei der er ein Jahr später Prokura erhielt. Ende 1906 wechselte er zur Rheinisch-Westfälischen Diskonto-Gesellschaft, bei der er 1907 Direktor der Dortmunder Filiale, 1908 Leiter der Bochumer Filiale und 1908 stellvertretendes Aufsichtsratsmitglied der Gesellschaft in Aachen wurde. 1910 wurde er zum ordentlichen Vorstandsmitglied ernannt. Nach der Fusion der Rheinisch-Westfälischen Diskonto-Gesellschaft mit der Dresdner Bank wurde er 1917 Direktor der Filiale in Köln.
Walter Seidel war Aufsichtsratsvorsitzender der Niederrheinischen Ölwerke AG in Goch und der Parkhotel Aktiengesellschaft in Leipzig. Er war stellvertretender Aufsichtsratsvorsitzender der Hitdorfer Brauerei AG in Köln. Weiterhin gehörte er den Aufsichtsräten der Leonhard Tietz AG in Köln, der Julius Pohlig AG in Köln und der Herbig-Haarhaus Lackfabrik in Köln an.